# Chiesa di San Giovanni dei Battuti (Venezia, Murano)

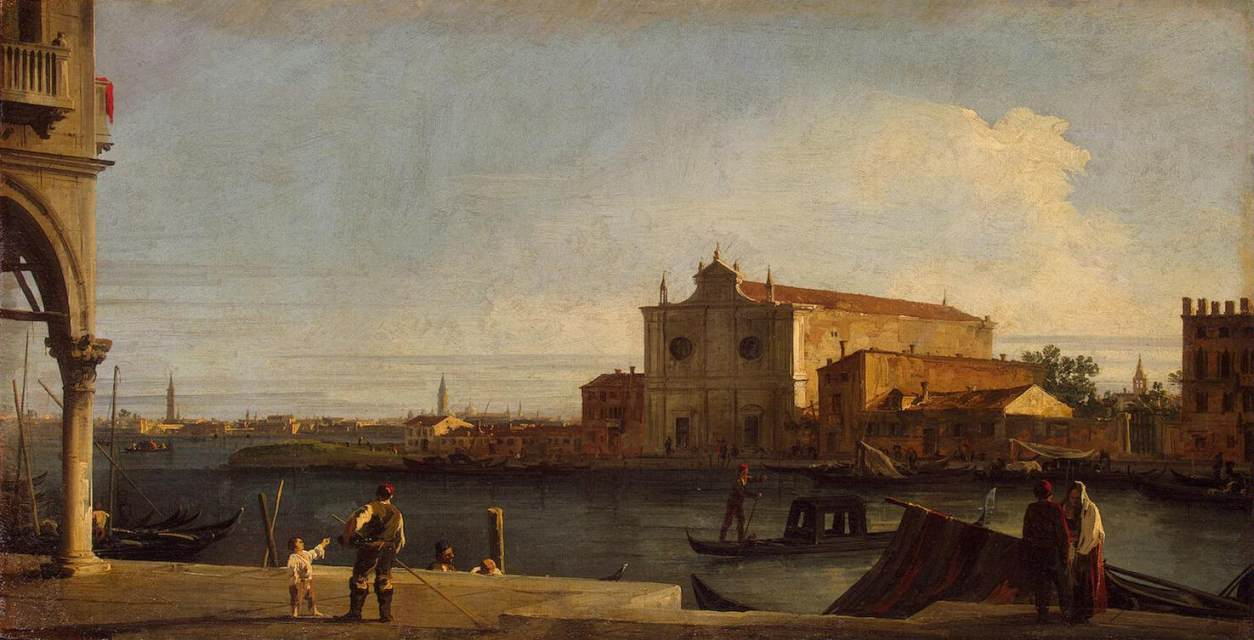
Canaletto, San Giovanni dei Battuti di Murano, San Pietroburgo, Ermitage

San Giovanni dei Battuti era un complesso ecclesiastico composto da un convento, una chiesa ed un ospedale situato nell'isola di Murano. Il primo edificio fu fondato nel 1338. Nel 1806 i decreti napoleonici soppressero le confraternite religiose e nel 1813 gli edifici della scuola di San Giovanni dei Battuti (San Zuanne) divennero "magazzini per i generi d'approvvigionamento d'assedio e perla custodia dei buoi vivi" e furono demoliti nel 1837.

## Storia

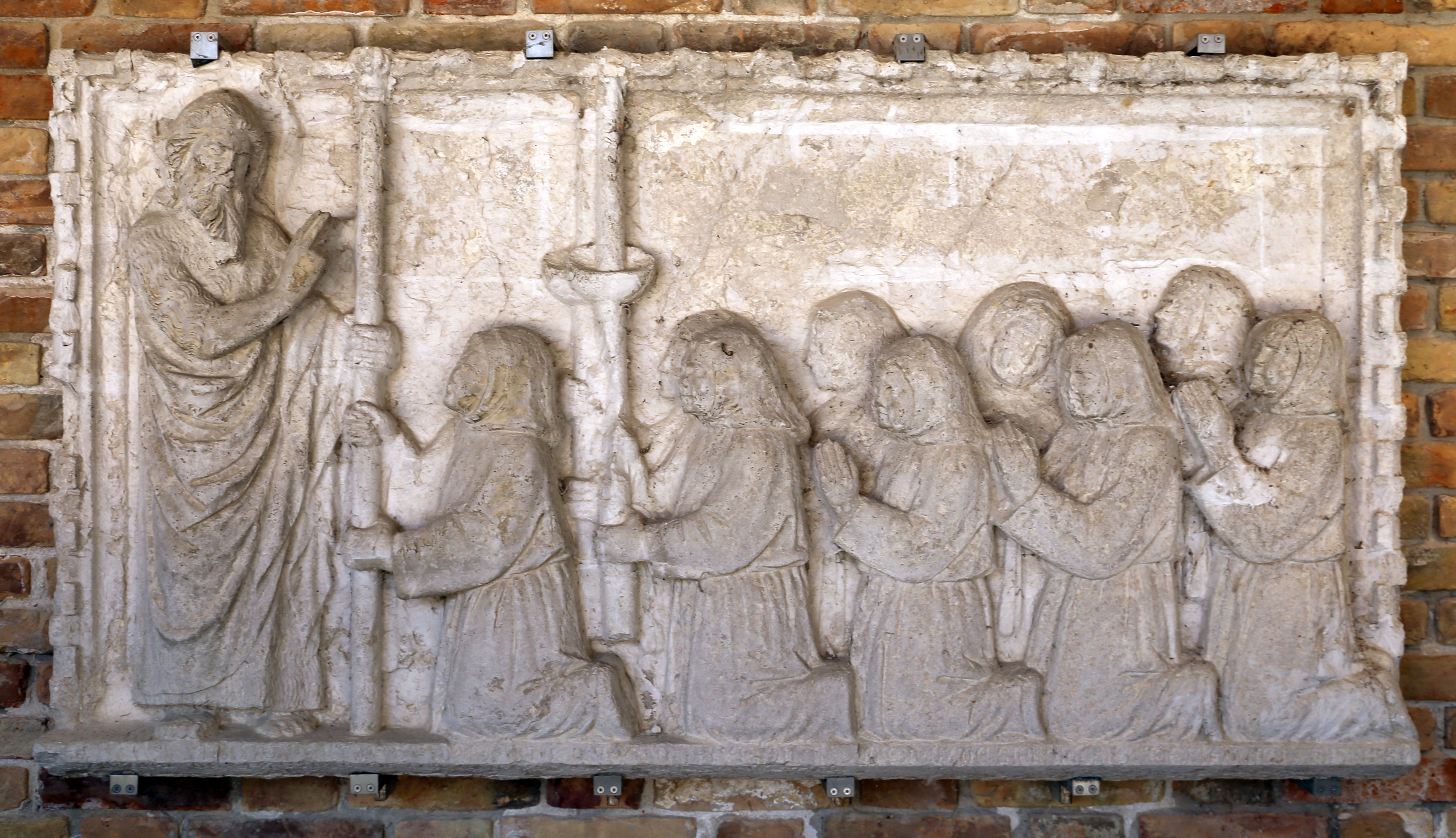
San Giovanni Battista consegna il gonfalone alla Scuola dei Battuti, 25 luglio 1361, commissionato dal tintore Michiel de li Amandi,Murano, Museo Vetrario.

Nel 1337 il mercante fiorentino Ser Orsolino (Chersolin), parrocchiano di Santa Mafia Formosa,  lasciò la somma di diecimila lire de piccoli veneti affinché si erigesse un Ospedale per i poveri intitolato a San Giovanni Battista. L’edificio fu eretto a Murano nel 1338. Nel 1341 il vescovo di Torcello Giovanni Moroni concesse al priore Massimo Belligotti di erigere un altare nell’Ospizio per permettere agli ospiti impossibilitati a muoversi di udir messa ogni giorno: l'altare venne dedicato a San Demetrio martire.
Il 6 agosto 1348 la Fragia dei Battudi ottenne la gestione dell’Ospizio e così Ospedale e Frangia divennero un tutt'uno posto sotto la protezione di San Giovanni Battista.
Cresciuto il numero dei confratelli, si ampliarono i locali occupando un terreno accanto alla Scuola. Venne costruito un nuovo edificio con una grande sala ed un ospizio per i poveri al pianterreno e tre camere al piano superiore per l'abitazione dei priori. Nel 1350 venne stilato un patto tra la frangia e la scuola in cui si fissò che la nuova fabbrica dovesse avere l'entrata e l'uscita per lo stesso ospedale cioè "che la sola porta maggiore di quell'albergo debba servire per il stabile suddetto: il che dimostra che la scuola doveva formare un tutto uno con l'ospedale". Venne stabilito anche uno scambio di altari tra la confraternita e l'ospedale: quello di San Demetrio passò alla Frangia dei Battuti e quello dedicato a San Vittore passò al pio albergo.
Nell'anno 1466 la Scuola di San Giovanni dei Battuti di Murano, con l'avallo del Consiglio dei Dieci, veniva aggregata alle Scuole Grandi di Venezia permettendole di condividere i loro ampi diritti e privilegi. La scuola però fu esentata dallo sfilare in Piazza San Marco nelle solennità per via "degli accidenti e pericoli a cui essa si esponeva a cagione della instabilità de' tempi nell'andata e nel ritorno da Venezia."
La Scuola di San Giovanni dei Battuti di Murano, che annoverava tra i suoi soci molti nobili veneziani, nel XVII contava 700-800 confratelli, ridotti a 300 al cadere della Repubblica. Era una scuola ricca che, oltre all'assistenza ai poveri e a raccogliere i pellegrini, donava doti sponsali alle ragazze nubili in ristrettezze economiche. Essere eletto guardian grande di questa scuola era molto onorifico e dispendioso.
Nel 1813 la confraternita di San Giovanni dei Battuti fu sciolta a causa delle leggi napoleoniche della soppressione degli ordini religiosi e gli edifici della scuola di San Giovanni dei Battuti (San Zuanne) divennero "magazzini per i generi d'approvvigionamento d'assedio e per la custodia dei buoi vivi" dato che Venezia era minacciata dalle forze austro-inglesi. 
La distruzione totale degli edifici cominciò nel 1837, coinvolgendo anche le altre costruzioni che formavano un’intera contrada. Nel 1838 rimase in piedi soltanto l'oratorio che divenne una fornace per lavoro di canna per le conterie della ditta Ongaro e poi anche queste venne demolito.

## La Chiesa

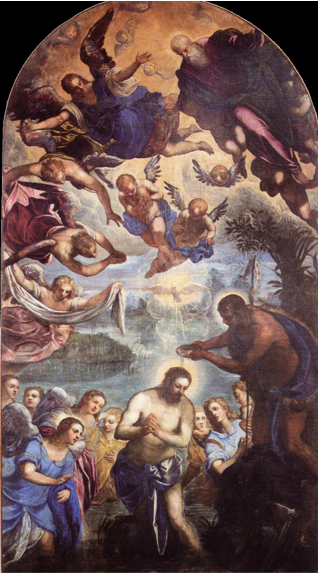
Jacopo Tintoretto ora nella chiesa di San Pietro Martire a Murano

Nel 1506 la vecchia chiesa e la Scuola avevano bisogno di restauro. La ricca confraternita ottenne il permesso di costruire una nuova chiesa e furono restaurati la Scuola, l’Ospizio e l’Oratorio. Questa chiesa più volte riprodotta in pitture ed incisioni, deve aver visto la mano dei Lombardo e successivamente di Sansovino. Nei registri della Scuola viene ricordato nel 1589 un Simone di Bartolomeo tajapiera a San Felice e nel 1590 un Angelo tajapiera a San Marcuola. 
Nel 1569 il grande edificio era completato seguendo i dettami architettonici comuni a molte Scuole Grandi. Diviso verticalmente a metà a forma di grande "L" ospitava a destra la chiesa a cui si accedeva attraverso la porta maggiore; l'altra porta gemella era invece cieca. La metà di sinistra del grande edificio era divisa in due piani ed ospitava al pian terreno il Deposito con le tombe dei confratelli, l'Ospizio o Ospedale e l'Oratorio. Si accedeva al piano superiore attraverso due superbe scale di marmo: una partiva dalla chiesa e l'altra da una porta posta a lato della facciata. Al piano superiore si arrivava alla Scuola e all'Albergo: da questo si accedeva ad un piccolo locale dove erano custodite delle reliquie. 
La chiesa aveva tre altari. L'altare maggiore era abbellito dalla pala del Battesimo di Cristo dipinta dal Tintoretto.
La Chiesa, come l'Ospitale, la Scuola e l'Oratorio traboccavano di tesori artistici e di antichissime memorie della storia muranese. Oltre a sculture e a bassorilievi dei secoli XIII, XIV e XV erano raccolte tele di Bartolomeo Vivarini, di Jacopo Robusti detto il Tintoretto, di Jacopo Palma, del Ponzone, di Angiolo detto il Moro, di Faustino Moretti ed altri valenti pittori. È ipotizzabile che, data la ricchezza della Scuola, ci fossero delle splendide suppellettili oltre a ricchi arredi.
L'organo "maestoso e distinto del celebre don Antonio Barbini muranese" oggi è situato presso la chiesa parrocchiale di Maniago Libero.

## La Scuola
La Scuola si trovava al piano superiore al quale si accedeva per due superbe scale di marmo ed aveva due maestose e ricche sale. La prima aveva dei quadri con episodi della vita di San Giovanni Battista ed un fregio con i ritratti dei confratelli benemeriti ed un altare ricco di marmi pregiati. Vi si custodiva un Crocefisso ritenuto miracoloso che si soleva portare agli infermi in forma processionale. La seconda sala era la Sala dell'Albergo che serviva, come di regola nelle Scuole di devozione veneziane, alle riunioni dei confratelli. Il soffitto dell'Albergo aveva un'opera di Faustino Moretti da Brenna in Valcamonica che magnificava San Giovanni Battista protettore della Scuola. 

### I dossali di San Zuanne

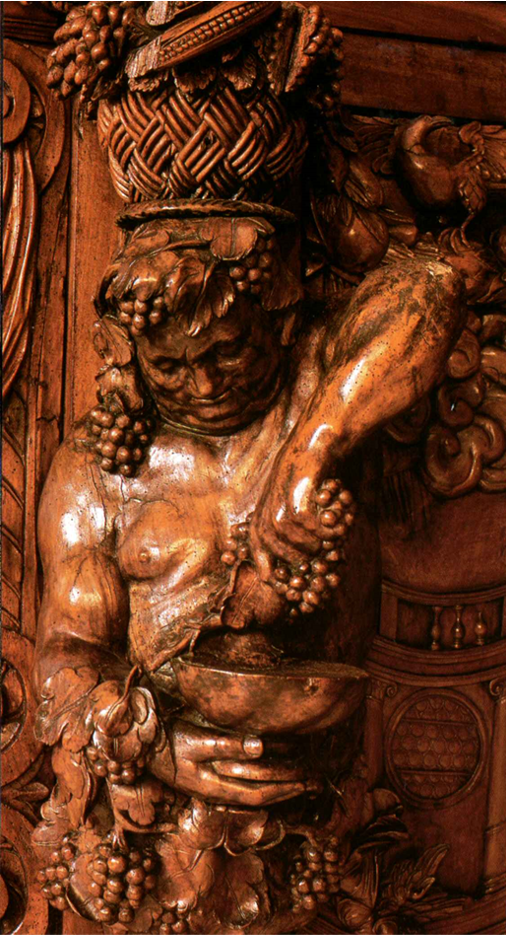
Autunno, San Giovanni dei Battuti di Murano

La Sala dell'Albergo dell'ospizio di San Giovanni dei Battuti di Murano era ornata da dei dossali lignei scolpiti da Pietro Morando tra il 1664 e il 1672. Nel 1816 il Fanello scriveva: "La sala dell'albergo, serviva, come di regola nelle Scuole di devozione veneziane, alle riunioni dei confratelli ed era tutta dal mezzo in giù circondata da un intaglio raro e di sommo pregio formato nella semplice noce in cui rappresentasi al vivo in lavoro di rilievo tutta la vita di San Giovanni Battista e i più rinomati personaggi dell'antichità greca e romana, al naturale, scolpiti in mezza figura tra i colonnami d'intorno posti per la separazione de' fatti del Santo: opera che in ogni tempo servì d'ammirazione ai più celebri artefici d'Italia ed altre parti d'Europa".
Dopo la chiusura della chiesa di San Zuanne dei Battuti avvenuta nel 1813 a causa delle leggi napoleoniche sulla soppressione degli ordini religiosi,i dossali raffiguranti una serie di telamoni e alcuni episodi della vita di San Giovanni Battista (1652-1666), furono trasportati e adattati nella chiesa di San Pietro Martire di Murano dove coprono le pareti dell’intera sacrestia: sono 33 personaggi che si alternano a 20 pannelli con episodi della vita di San Giovanni Battista.
Osservando la disposizione dei dossali nella sagrestia della chiesa di San Pietro Martire si nota un senso di disorganicità e si vede che i dossali non erano stati fatti per questo luogo.
Dalla ricevuta spiccata dalla Scuola dei Battuti risulta che lo scultore eseguì altre nove statue e relativi decori che risultano mancanti. Le sculture accomodate alla sacrestia dal marangon Girgi Bortoluzzi hanno perso la sequenza con cui erano state costruite che ora risulta confusa con il trasloco dell'opera. 
Le 20 scene che illustrano la vita del Battista non sono rispettose della sequenzialità dei fatti come sono narrati dai Vangeli. La cornice che sovrasta i personaggi suggerisce un loro collocazione a coppia e il numero originario delle statue che era 42 e dei 20 episodi della vita del Battista farebbe supporre una alternanza di due figure tra un pannello della vita del Battista.
Le statue, telamoni a mezzo busto, rappresentano le quattro stagioni, alcuni famosi filosofi, personaggi mitologici, generali e imperatori romani.
Anche le tele poste superiormente ai dossali, di autori vari,  provengono dalla Scuola e dalla chiesa di San Giovanni dei Battuti.